# Горенский, Пётр Иванович
Князь Пётр Иванович Горенский († 1565) — рында, воевода и кравчий в царствование Ивана Васильевича Грозного.
Рюрикович в XXI колене, из рода Горенские-Оболенские. Старший сын воеводы и боярина князя Ивана Васильевича Горенского. Младший брат — воевода, князь Юрий Иванович бежал в Литву.

## Биография
Упоминается на первой свадьбе царя Ивана Васильевича Грозного с Анастасией Романовной Захарьиной, нёс из церкви свечу великого князя (03 февраля 1547).
Присутствовал на свадьбе удельного князя Юрия Васильевича Углицкого (младшего брата Ивана Грозного) с княжной Ульяной Дмитриевной Палецкой, нёс из церкви свечу великого князя (ноябрь 1547).
Во время второго похода русской армии под предводительством царя Ивана Грозного на Казанское ханство — шестой рында в свите царя (осень 1549 — весна 1550).
В 1550 году — один из рынд во время похода царя Ивана Васильевича в Коломну «по крымским вестям».
В 1555 году во время царского похода из Коломны в Тулу — первый рында «у другово копья».
Воевода в Мценске и стоял у Усть-Ливен (1556-1557). Хлопотал об устройстве жизни двоюродных племянниц княжон Афимьи и Марии, дочерей Ивана Дмитриевича Оболенского, погибшего под Казанью (1556).
В 1559 году был запланирован царский поход «по крымским вестем» на Тулу, во время которого он назначен рындой «у другово копья».
В 1560 году первый воевода передового полка в армии под командованием боярина князя Андрея Михайловича Курбского во время похода на Ливонию. Товарищами (заместителями) П. И. Горенского были воеводы Дмитрий Фёдорович Пушкин и князь Иван Андреевич Золотой-Оболенский.
В том же 1560 году участвовал в новом походе на Ливонию — второй воевода передового полка в русской рати под командование боярина князя Ивана Фёдоровича Мстиславского и Василия Семёновича Серебряного.
Пожалован в кравчие (1560). При путешествии царя из Москвы состоял при нём дворовым воеводою (ноябрь 1560).
В 1561 году — первый воевода передового полка в русском войске под командованием князя Петра Семёновича Серебряного, высланным из Ряжска в «Поле».
В том же 1561 году царь Иван Грозный, вторично женившийся на кабардинской княжне Кученей-Марии Темрюковне, составил новое завещание. Регентский совет при царевиче Иване Ивановиче, старшем сыне царя, возглавили бояре Даниил Романович Захарьин-Юрьев, Василий Михайлович Захарьин-Юрьев, Иван Петрович Яковлев, Фёдор Иванович Колычёв, князья Андрей Петрович Телятевский и Пётр Иванович Горенский-Оболенский. В числе других, подписался на грамоте, в которой обещался верно служить наследнику Ивана Грозного.
Участвовал в царском походе на Полоцк и его взятии, вторым дворовым воеводой (конец 1562 — начале 1563).
Принимал поручные записи и прикладывал к ним свое печать по князю Алексею Ивановичу Воротынскому (20 апреля 1563) и Ивану Васильевичу Шереметьеву (08 марта 1564).
В 1564 году — второй воевода передового полка в рати под предводительством князя Ивана Дмитриевича Бельского и Даниила Романовича Захарьина, посланной «по литовским вестям» в Вязьму.
Осенью 1564 года послан «по литовским вестям» с ратными людьми из Вязьмы вторым воеводою передового полка и стоял в Дорогобуже. Воевода передового полка в походе в Великие Луки (сентябрь 1564). В наказах посольского приказа значилось: «…князя Петра государь пожаловал великим жалованьем и держал его близко себя, и князь Пётр во государственных делех учал его держати от себя подале и послал на свою службу».
Воевода и кравчий князь Пётр Иванович Горенский-Оболенский, удаленный от царского двора, оказался на русско-литовской границе и попытался бежать в Великое княжество Литовское. Он смог пересечь границу и уйти в литовские пределы. Однако посланный в погоню отряд настиг беглеца, заковал в кандалы и под сильной охраной доставлен в Москву (1565). После суда князь Пётр Иванович был повешен. Его младший брат Юрий Горенский, опасаясь участи старшего брата, в том же 1565 году бежал в Литву, где умер бездетным.
После казни П. И. Горенского царь Иван Грозный дал 50 рублей на помин его души в Троице-Сергиеву лавру. Упомянут в синодике опальных.